# Warren Farrell

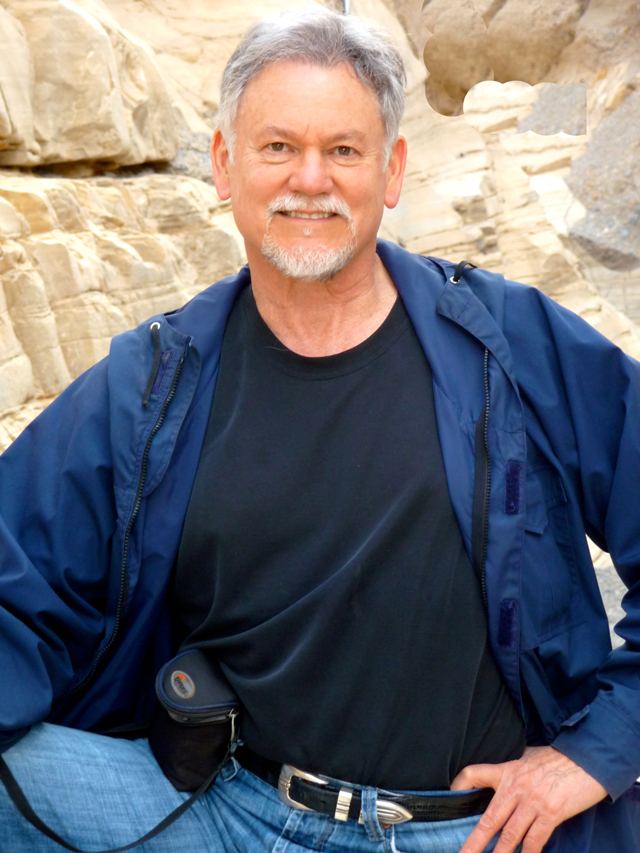
Warren Farrell (2011)

Warren Thomas Farrell (* 26. Juni 1943 in Queens, New York City) ist ein US-amerikanischer Autor und Männerrechtler. Er war zunächst Feminist, setzte sich aber seit den 1980ern zunehmend für Männerrechte ein. Farrell wird manchmal dem Antifeminismus zugeordnet. Er selbst versteht sich als Vertreter einer Bewegung, die für eine Modernisierung der Geschlechterrollen eintritt (gender transformation movement).

## Leben
Farrell war bis in die 1970er-Jahre ein Vertreter der Frauenbewegung und wurde drei Mal in den Vorstand der US-amerikanischen feministischen Organisation National Organization for Women (NOW) gewählt.
Im Laufe der Zeit gelangte Farrell jedoch zu der Auffassung, dass der Feminismus die Geschlechterverhältnisse sehr einseitig zugunsten der Frauen interpretiere und darstelle, und beschrieb in Warum Männer so sind, wie sie sind (1986) und Mythos Männermacht (1993) die das männliche Geschlecht betreffenden Rollenzwänge und deren Folgen. Damit legte er einen der wichtigsten Grundpfeiler der internationalen Männerrechtsbewegung (Men’s Rights Activists).
Sein Buch Mythos Männermacht wurde von der damaligen Präsidentin der National Organization for Women kritisiert und zu Betty Friedan, einer der Gründerinnen der Organisation, hatte Farrell nach eigenen Angaben ein angestrengtes Verhältnis, seit er ihr von seinem Vorhaben berichtete, ein Buch über Inzest zu schreiben, das auch Geschichten über Menschen, die positive Erfahrungen damit gemacht hatten, enthalten sollte.
Seinen Sinneswandel beschreibt Farrell so:

„Die Jahre vergingen. Als die meisten meiner treuesten Anhängerinnen geschieden wurden, konnte ich nur annehmen, daß ihre Ehemänner das Problem waren. […] Dann fragte ich mich eines Tages (in einem der seltenen Augenblicke innerer Sicherheit), ob mein Einfluss, wie immer er auch ausgesehen haben mochte, gut war. Ich fragte mich, ob mir deswegen so viel mehr Frauen zuhörten als Männer, weil ich selber eher Frauen und kaum Männern zugehört hatte. Ich hörte einige der Tonbandaufnahmen aus den Hunderten von Frauen- und Männergruppen ab, die ich initiiert hatte. Ich hörte mich reden. Wenn Frauen Männer kritisierten, dann nannte ich das ‚Erkenntnis‘ oder ‚Selbstbehauptung‘, ‚Frauenbefreiung‘, ‚Unabhängigkeit‘ oder ‚entwickeltes Selbstbewußtsein‘. Wenn Männer Frauen kritisierten, dann sprach ich von ‚Sexismus‘, ‚männlichem Chauvinismus‘, ‚Abwehr‘, ‚Rationalisierung‘ und ‚Backlash‘. Ich tat das höflich – aber die Männer verstanden sehr wohl. Bald unterließen es die Männer, ihre Gefühle auszudrücken, und ich kritisierte sie wiederum.“

Farrell bewarb sich als einer von mehreren Dutzend demokratischen Kandidaten um die Nachfolge auf das Amt des kalifornischen Gouverneurs in der vorzeitigen außerordentlichen Wahl 2003, die von Arnold Schwarzenegger gewonnen wurde. Schwarzenegger erhielt 4,2 Millionen Stimmen (48 %), Farrell 626 Stimmen (< 0,1 %, 97. Platz unter 135 Kandidaten).
Farrell war zehn Jahre lang mit einer IBM-Managerin verheiratet, bevor sich das Paar scheiden ließ. Seit August 2002 ist Farrell mit Liz Dowling verheiratet und hat zwei Stieftöchter. Sie leben in Mill Valley, Kalifornien.
Bei den Präsidentschaftswahlen 2016 unterstützte Farrell die Demokratin Hillary Clinton öffentlich und nach eigenen Aussagen auch finanziell. Er äußerte sich nach der Wahl in Le Monde, dass er Clinton für „viel besser“ als den Republikaner Donald Trump gehalten habe. Er bedauerte jedoch, dass Clinton es versäumt habe, die Krise der Jungen anzusprechen. Clinton habe kein Einfühlungsvermögen für Männer gezeigt und ihre Probleme nicht thematisiert, was Farrell als mitverantwortlich für den Sieg Trumps sieht.

## Themen
In seinen Büchern befasste sich Farrell mit den Geschlechterrollen vor allem des Mannes und kritisierte feministische Theorien.
Farrell sieht den männlichen Stereotyp des „Erfolgsobjekt“ als ebenso schädlich für Männer an wie die Stereotypen, die Frauen zugeschrieben werden. Dieser Stereotyp sei für Männer nicht mit Macht und Privilegien gleichzusetzen, wie dies seiner Meinung nach fälschlicherweise in feministischen Theorien erfolgt sei, sondern Männer würden sich (in teils gefährlichen Berufen) „aufopfern“, um der Familie und der Gemeinschaft zu dienen. Ferner ist es ein Anliegen Farrells, die unterschiedlichen Erfahrungen, die Männer und Frauen bei der Partnersuche machen würden, aufzuzeigen. Männer seien hierbei in stärkerem Maße dem Risiko der Ablehnung ausgesetzt. Zudem sieht Farrell eine Benachteiligung bei der Kindererziehung. Frauen würden durch „Maternal Gatekeeping“ den Zugang der Väter zu ihrem Nachwuchs regulieren. Sein Anliegen ist es hierbei, Väter stärker in die Kindererziehung einzubinden und ihnen mehr Mitspracherecht bei der Familienplanung zu geben.
Farrell kritisiert die feministische Interpretation der Statistik: Wären es Frauen und nicht Männer, die sich häufiger das Leben nehmen, häufiger kriminalisiert werden, häufiger von Obdachlosigkeit betroffen sind, häufiger drogenabhängig werden, würde dies im feministischen Diskurs als eine klare Symptomatik für die gesellschaftliche Benachteiligung der Frau gesehen werden.
Weiterhin beklagte er, dass die Medien Männeranliegen keine Beachtung schenken würden. So hätte die New York Times jeden seiner eingesendeten Artikel gedruckt, als er noch – wie er sich selbstironisch bezeichnete – „Spitzenmann des Feminismus“ war, aber keinen einzigen mehr, als er Artikel über die Situation von Männern zu schreiben begann. Als die US-amerikanische Feministin und ehemalige Weggefährtin Gloria Steinem bemerkte, dass sich Farrell kritisch zu feministischen Thesen äußerte, brach sie die Aufnahmen für eine geplante Talkshow kurzerhand ab.

## Rezeption
Die Person Warren Farell ist in der Geschlechterdebatte umstritten. Die Feministin Susan Faludi hat Farrell Anfang der 1990er Jahre in ihrem populären Buch Backlash – Die Männer schlagen zurück als einen Vertreter der sogenannten „Backlash“-Bewegung beschrieben und damit als Antifeminist oder Maskulist eingeordnet. Zur selben Einordnung kommt auch der bekennende profeministische US-Soziologe Michael Kimmel. Marianne Grabucker, bayerische Landesvorsitzende des Deutschen Juristinnenbunds, widerspricht dieser Einordnung im Vorwort zur 2. Auflage der deutschen Ausgabe von Farrells Hauptwerk Mythos Männermacht. Farrell selbst sieht sich als jemand, der sich das Anliegen der Gleichberechtigung und Überwindung traditioneller Geschlechterrollen aus männlicher Sicht zu eigen macht:

„Ich werde oft als Anwalt für Männerprobleme bezeichnet, weil ich mich in der Geschlechterfrage auf das konzentriere, was meiner Meinung nach vergessen ging. Trotzdem unterstütze ich nach wie vor mit Vehemenz einige Aspekte der Frauenbewegung. Ich denke, wir hätten schon viel früher eine Bewegung gebraucht, die die alten Rollen von Männern und Frauen überdenkt und sich gemeinsam auf flexiblere Rollen und Ziele einigt, ein Gender Transition Movement.“

Michael Messner beschreibt, dass eine antifeministische Rhetorik nicht die Strategie von Farrell sei, sondern er sich als Vertreter eines wohlgesinnteren, freundlicheren Teils der Männerrechtsbewegung darstelle. Farrells Strategie sei es, Sympathien für Männer zu erwecken. Diese Art der Rhetorik beinhalte laut Messner aber einen „impliziten Antifeminismus“.
Natalie Wynn, die die Männerrechtsbewegung und andere Teile der Manosphere analysiert, räumte ein, dass einige der Ideen von Farrells Werk Mythos Männermacht nicht abwegig seien und „mehr Sinn ergeben, als gedacht“. Sie stimmt Farrell insoweit zu, dass Männer im Durchschnitt – jedoch nicht an der Spitze der Gesellschaft – ebenfalls durch patriarchale Rollenverteilung unterdrückt würden, was man zum Beispiel daran erkenne, dass die große Mehrheit der Kriegstoten, Suizidenten und Obdachlosen, Männer sind.

## Buchveröffentlichungen

### Englisch
- The liberated man: Beyond masculinity; Freeing men and their relationships with women. Random House, New York 1974, ISBN 0-394-49024-X (englisch).
- Why Men Are the Way They Are. The Male-Female Dynamic. McGraw-Hill, New York 1986, ISBN 0-07-019974-4 (englisch).
- The Myth of Male Power. Why Men Are the Disposable Sex. Berkley Publishing Group, 1993, ISBN 0-425-18144-8 (englisch, Neuauflage: 2001).
- Women Can’t Hear What Men Don’t Say. Destroying Myths, Creating Love. Jeremy P. Tarcher, New York 1999, ISBN 0-87477-988-X (englisch).
- Father and Child Reunion. How to Bring the Dads We Need to the Children We Love. Jeremy P. Tarcher / Putnam, New York 2001, ISBN 1-58542-075-1 (englisch).
- Why Men Earn More: The Startling Truth Behind the Pay Gap and What Women Can Do About It. Amacom, New York 2005, ISBN 0-8144-7210-9 (englisch).
- Does Feminism Discriminate Against Men? A Debate. Oxford University Press, Oxford / New York 2008, ISBN 978-0-19-531283-6 (englisch).

### Deutsch
- Warum Männer so sind, wie sie sind. Ernst Kabel Verlag, Hamburg 1989, ISBN 3-8225-0097-6 (englisch: Why men are the way they are. Übersetzt von Hans-Joachim Maass).
- Mythos Männermacht. Mit einem Vorwort von Marianne Grabrucker. 1. Auflage. Zweitausendeins, Frankfurt am Main 1995, ISBN 3-86150-108-2 (englisch: The myth of male power. Übersetzt von Elisabeth Brock).